# Zelená (Skalná)
Zelená (německy Grün) je osada, část města Skalná v okrese Cheb v Karlovarském kraji. Nachází se asi 1,5 kilometru východně od Skalné. Jsou zde evidovány tři adresy. V roce 2011 zde trvale žilo devět obyvatel.
Zelená leží v katastrálním území Skalná o výměře 13,29 km².

## Historie
První písemná zmínka o vesnici pochází z roku 1299.

## Obyvatelstvo
Při sčítání lidu v roce 1921 zde žilo 53 obyvatel, všichni německé národnosti. K římskokatolické církvi se hlásili všichni obyvatelé.
| Rok            | 1869 | 1880 | 1890 | 1900 | 1910 | 1921 | 1930 | 1950 | 1961 | 1970 | 1980 | 1991 | 2001 | 2011 | 2021 |
| -------------- | ---- | ---- | ---- | ---- | ---- | ---- | ---- | ---- | ---- | ---- | ---- | ---- | ---- | ---- | ---- |
| Počet obyvatel | 91   | 103  | 88   | 74   | 70   | 53   | 64   | 33   | 28   | 16   | 16   | 3    | 3    | 9    | 7    |
| Počet domů     | 14   | 14   | 14   | 14   | 14   | 14   | 13   | 8    | -    | 4    | 4    | 3    | 2    | 3    | 3    |

## Galerie

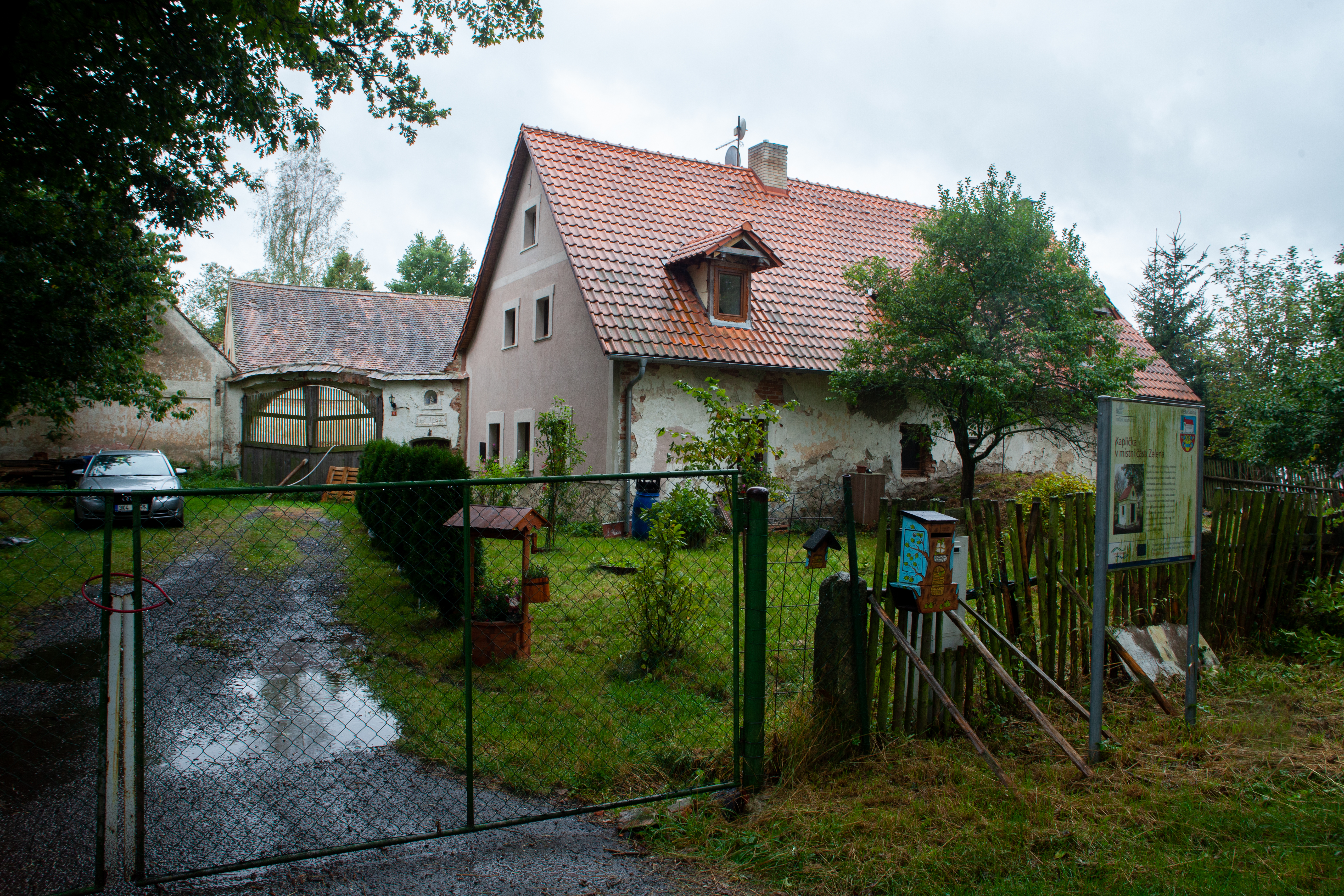
Usedlost (2020)
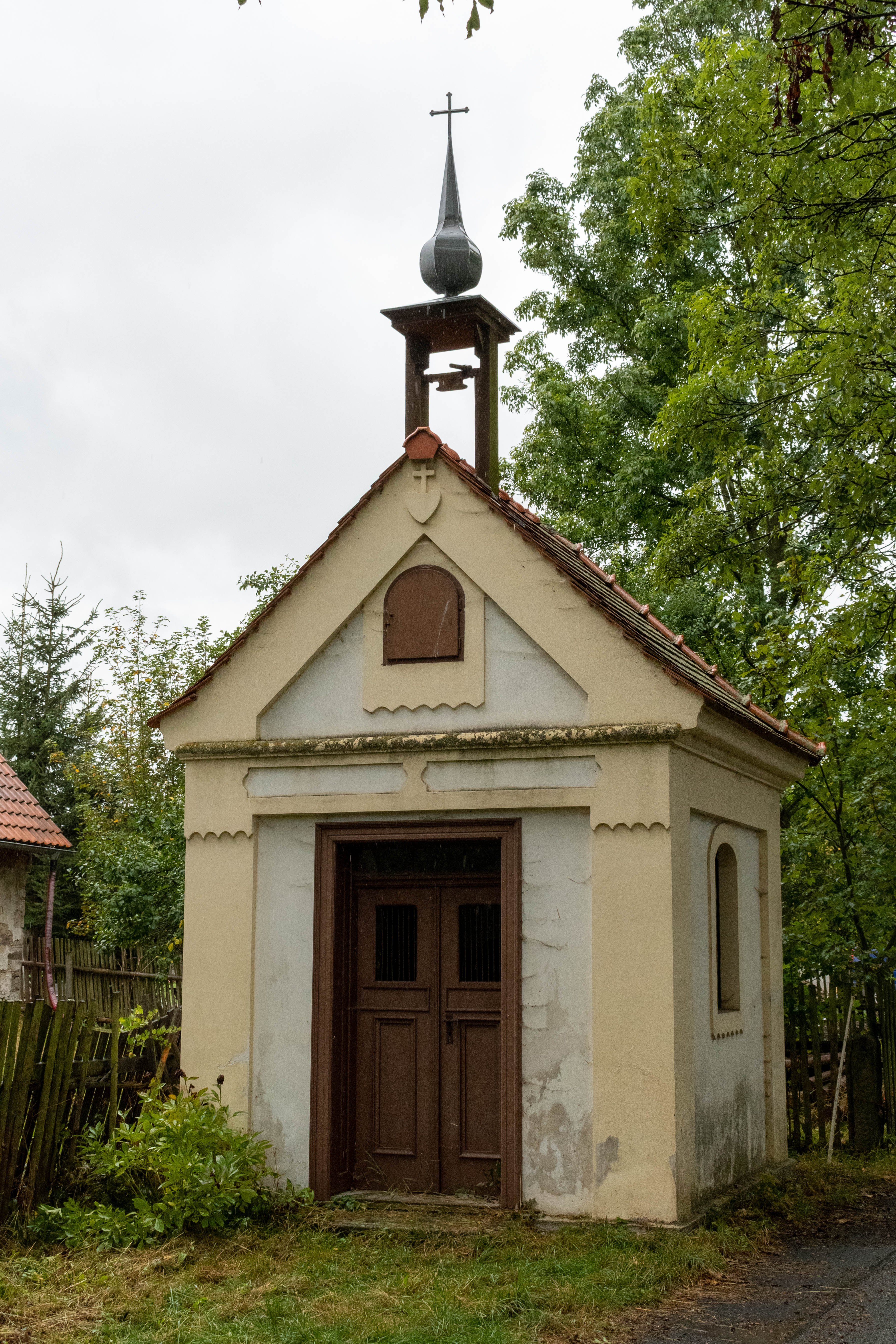
Kaple v Zelené (2020)
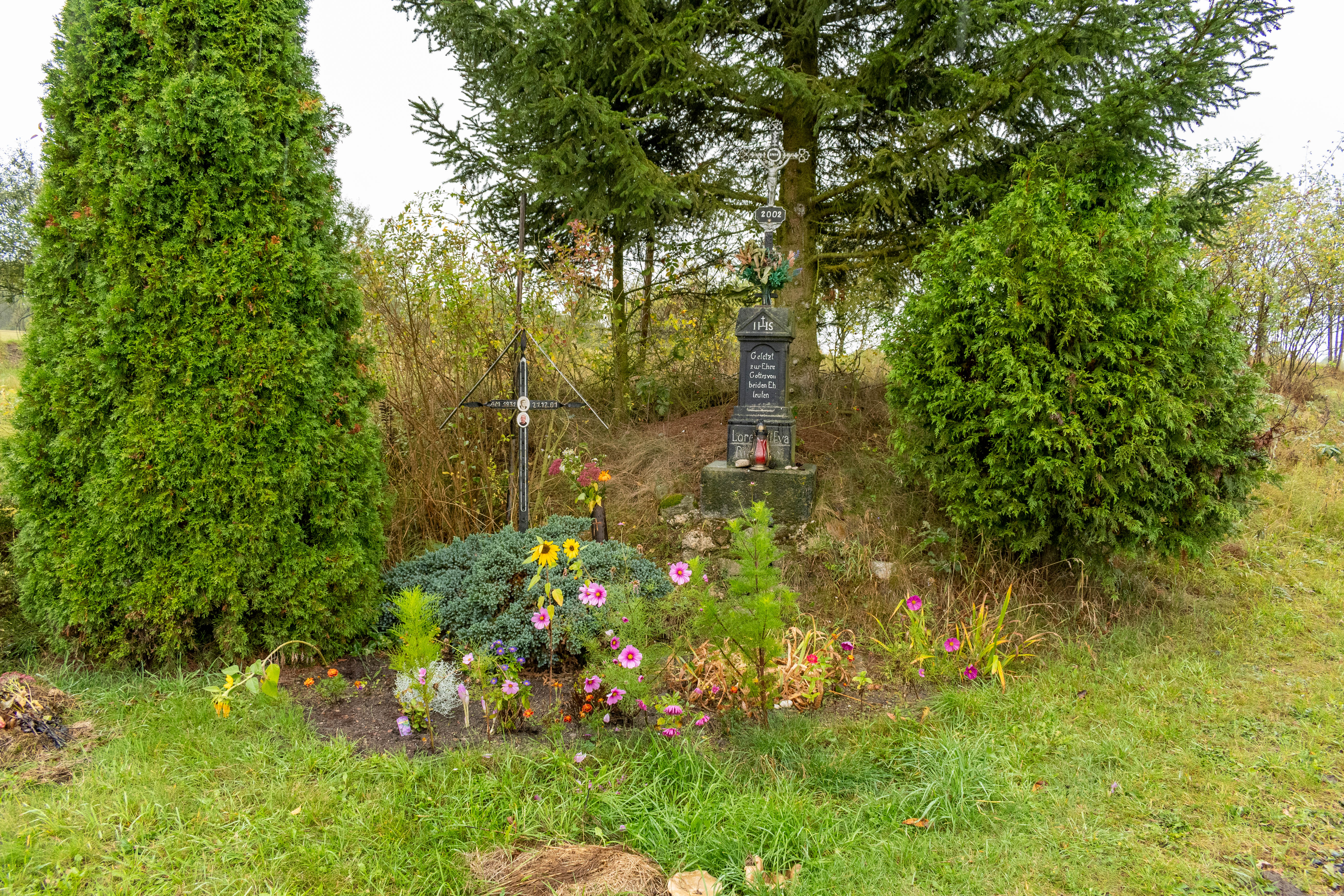
Křížek v obci